# 300-летие Санкт-Петербурга
300-летие Санкт-Петербурга — день города, масштабно праздновавшийся на городском, федеральном и мировом уровнях с 27 мая по 1 июня 2003 года.

## Предыстория
Впервые идея масштабно отпраздновать 300-летие Санкт-Петербурга была озвучена за 12 лет до юбилея в 1991 году мэром города (в период с 26 июня 1991 по 16 июня 1996) Анатолием Собчаком. В июне 1991 года для сбора средств был создан международный благотворительный фонд, в работе которого участвовали представители Евросоюза и США, но в середине 1990-х сбор средств потерял актуальность.

## Подготовка
В 2003 году президент России В. В. Путин возглавил Государственную комиссию по подготовке к 300-летию основания Санкт-Петербурга. Ответственным секретарём Государственной комиссии и Председателем Комитета по подготовке являлась доктор филологических наук профессор Наталья Игоревна Батожок.
«Юбилей Санкт-Петербурга — это повод вспомнить о величии России, об истоках этого величия», — высказался Президент В. В. Путин во время одного из выступлений. Правители 45-ти государств приехали в Санкт-Петербург отметить юбилей. В те дни прошло более 2600 мероприятий.
Сценарий празднования повторял события 100-летней давности, когда отмечалось 200-летие Санкт-Петербурга. Согласно плану, 300-летие было масштабнее, чем все предыдущие юбилеи, сохраняя неизменной свою главную изюминку, — повторение исторических событий.

## Начало празднования
Утром 27 мая 2003 года во многих храмах проходили служебные молебны. Для улучшения погодных условий казна выделила 26 млн рублей.
Празднование 300-летия Санкт-Петербурга началось у Медного всадника. К памятнику Петра I возложили цветы губернатор города Владимир Яковлев, представитель президента в Северо-Западном федеральном округе Валентина Матвиенко, спикер Законодательного собрания Санкт-Петербурга Вадим Тюльпанов, депутаты городского парламента, также представитель династии Романовых Димитрий Романович Романов и почётные граждане города. Затем на Государевом бастионе в Петропавловской крепости открыли памятный знак 300-летия города на Неве.
В честь праздника была отчеканена специальная медаль, посвящённая юбилею Петербурга, и вместе с цветами она легла на могилу основателя «Северной Венеции» рядом с медалями, посвящёнными 50, 100, 150, 200 и 250-летию Санкт-Петербурга.
В этот же день мощи апостола Андрея Первозванного, доставленные в Петербург из греческого города Салоники, перенесли из Казанского собора в Исаакиевский. В 9 часов утра там состоялась праздничная Божественная Литургия. По окончании литургии начался Крестный ход: верующие горожане из Исаакиевского собора пришли на Дворцовую площадь, где были молебны. Для шествия использовали иконы многих храмов.
Зимний дворец в этот день был открыт для посетителей всю ночь.

## 31 мая
31 мая президент России Владимир Путин и лидеры государств, приехавшие в северную столицу на юбилей, возложили венки к памятнику Петра I. После этого они посетили Эрмитаж, Исаакиевский собор и пришли на концерт в Мариинском театре. Вечером гостям было показано водное представление в акватории Невы, напротив Зимнего дворца, возле которого располагались трибуны для гостей. Официальное открытие праздника состоялось сразу после того, как Путин поздравил всех присутствующих с юбилеем города.
Под звуки гимна развели знаменитые Троицкий, Биржевой и Дворцовый мосты. Сначала в акваторию Невы вошёл корабль «Штандарт» — точная копия фрегата, заложенного в 1703 году. Навстречу ему в реку вошли более 40 шестивесельных ялов, с флагами тех государств, чьи главы прибыли в Петербург для участия в празднике. Зрителям показали реконструкцию морского боя, который был в мае 1703, закончившегося выходом России к Балтийским берегам. Знаменуя победу, на водной сцене появились корабли, на мачтах которых были изображены кавалеры и дамы петровской эпохи на, а у Петропавловской крепости включились мощные фонтаны. Следом последовало лазерное шоу японского мастера, во время которого были небольшие сбои.

## 1 июня
1 июня почётные гости провели в Петергофе, где им было показано водно-музыкальное представление: артисты и музыканты на импровизированной сцене рядом с фонтанами исполняли фрагменты из балета.
После праздника в Стрельне прошёл международный саммит.

## Объекты, открытые к юбилею
- Янтарная комната, воссозданная к юбилею
- Парк имени 300-летия Санкт-Петербурга, открытый к юбилею
- Храм-часовня Святой Троицы Живоначальной у Троицкой площади, открытая к юбилею
- Памятник Петру I на Малом Сампсониевском проспекте, открытый к юбилею
- Памятник Александру Невскому на одноимённой площади, открытый к юбилею
- Сквер и памятный знак «Московская застава» на Ташкентской улице, открытые к юбилею
- Якорь-кошка в сквере у Биржевой площади, установленный к юбилею
- Цветочные часы в Александровском парке (дар Швейцарии к юбилею)
- Башня Мира на Сенной площади (дар Франции к юбилею)
- Фонтан на Малой Посадской улице (дар Франции к юбилею)
- Реплика фрегата на улице Турку (дар Турку к юбилею)